# David Kadel

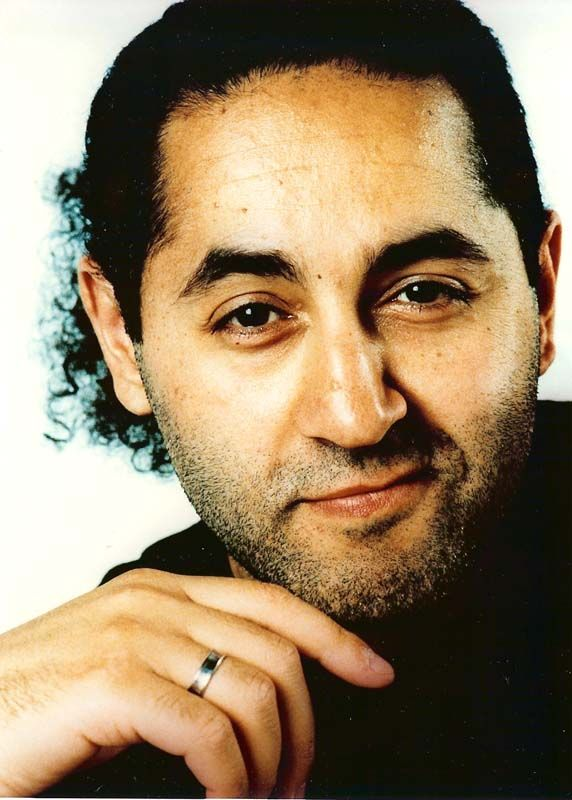
David Kadel

David Kadel (* 1967 in Kirchheim unter Teck) ist ein deutscher Fernsehmoderator, Kabarettist, Autor und Berater (Coach).

## Leben
David Kadel hat durch seine Eltern iranische Wurzeln. Er studierte vier Semester Englisch und Religion an der Justus-Liebig-Universität Gießen, entschied sich dann aber, als Kabarettist und – nach einem Fernseh-Volontariat – freischaffend im Medienbereich tätig zu sein. Sein erstes eigenes Kabarettprogramm präsentierte er 1988. Etwas später begann er, Sendekonzepte für Fernsehen und Hörfunk zu entwickeln. Seine ersten eigenen Sendungen moderierte er auf NBC SuperChannel und N24.
Kadel ist nicht nur bekennender Christ, sondern auch großer Fan der dänischen Fußballnationalmannschaft, des 1. FSV Mainz 05 sowie ehemaliges Mitglied des FC livingroom Mainz. In Eigenregie produzierte er mehrere Dokumentarfilme, die Profifußballer begleiten. Seine Leidenschaft brachte er zudem in mehreren Büchern zum Ausdruck, die auch speziell auf den Glauben der Spieler eingehen und dessen Relevanz für das alltägliche Leben darstellen. Sein Buch FußballGott: Erlebnisberichte vom heiligen Rasen mit einem Vorwort von Jürgen Klopp (und in der Vorauflage von Rudi Völler) wurde zum Bestseller und mehrfach neu aufgelegt. Inzwischen gibt es auch einen Film, ein 99-minütiges Roadmovie, in dessen Verlauf sich David Kadel alias „Toni Balloni“ ein eigenes Dreamteam aus Profifußballern zusammenkauft: Fußball Gott – Das Tor zum Himmel, eine Mischung aus Fußball-Doku und Comedy.
Für seine Bücher Mit Gott auf Schalke und Die Schalke-Bibel wurde er 2008 (gemeinsam mit Marcelo Bordon, Kevin Kurányi, Rafinha und Manager Andreas Müller) mit dem Goldenen Kompaß ausgezeichnet. 1999 produzierte er mit Giovane Élber, Paulo Sérgio und Ratinho die CD The Laughter of the Children zugunsten brasilianischer Straßenkinder.
Von Oktober 2002 bis August 2007 moderierte er im Wechsel mit dem Kapuzinerbruder Paulus Terwitte die wöchentliche Talk-Sendung N24 Ethik auf N24, wo er mit Prominenten wie Christian Wulff, Ulrich Wickert, Markus Merk, Uwe Seeler, Markus Maria Profitlich, Rüdiger Nehberg und anderen engagierten Menschen über ethische, gesellschaftsrelevante, zwischenmenschliche und religiöse Themen sprach. Ab Ende August 2007 moderierte Julia Scherf das Nachfolgeformat Um Gottes Willen.
2012 erschien sein Buch Fußball-Bibel mit Jürgen Klopp, David Alaba, Lewis Holtby, Frank Schaefer, Didier Ya Konan und anderen Fußballprofis, die sich mit Beiträgen zum Thema Spiritualität beteiligten. 2015 schrieb er mit 20 Freunden, darunter Samuel Koch, Daniel Harter, Jo Jasper und Michael Janz, gemeinsam das Buch Wenn Du für Sonne betest, lass den Schirm zu Hause – Von erhörten Gebeten und anderen Wundern. 2016 erschien sein Fußball-Werte-Film Und vorne hilft der liebe Gott auf DVD, an dem Jürgen Klopp, David Alaba, Daniel Didavi, Anthony „Tony“ Ujah, Sven Schipplock, Elias Kachunga, Roger de Oliveira Bernardo, Marco „Toni“ Sailer beteiligt waren.
2020 gründete David Kadel das Corona-Mutmach-Projekt „Wie man Riesen bekämpft“ mit Prominenten wie Samuel Koch, Trainer Heiko Herrlich, Fußball-Weltmeister Matthias Ginter, Sky-Moderatorin Britta Hofmann, Nationalspieler Thilo Kehrer, Bundeskanzler-Enkel Andreas Adenauer, „Söhne Mannheims“-Mitgründer Michael Herberger und 30 weiteren Persönlichkeiten. Im Rahmen dieses Projekts wurden ein „Mutmach-Buch“ und „Mutmach-Events“ geschaffen, um benachteiligte Menschen zu ermutigen und zu inspirieren. Neben der Erwachsenen-Version wurde auch eine „Kids-Edition“ des Buches veröffentlicht, die in Kinderkrebskliniken und Jugend-Psychiatrien verschenkt wird.

## Bücher
- Fußball-Gott: Erlebnisberichte vom heiligen Rasen. Mit einem Vorwort von Rudi Völler. Schulte & Gerth, Aßlar 2004, ISBN 3-89437-764-X.
- FußballBibel. Schulte & Gerth, Aßlar 2004, ISBN 3-89437-916-2.
- Fußball-Gott: Erlebnisberichte vom heiligen Rasen. Mit einem Vorwort von Jürgen Klopp. 5., aktualisierte u. erweiterte Auflage. Gerth Medien, Aßlar 2006, ISBN 3-86591-027-0.
- (mit Stefan Volke): Wenn Fußballer glauben: Geschichten eines göttlichen Dreamteams. Gerth Medien, Aßlar 2006, ISBN 3-86591-079-3.
- mit Susanne Gaschke, Jürgen Klopp, Arne Kopfermann u. a.: * 1967: 14 Zwischenbilanzen zum Vierzigsten. Hrsg.: Martin Gundlach. SCM R. Brockhaus, Wuppertal 2007, ISBN 3-417-24960-0.
- Mit Gott auf Schalke. Mit einem Vorwort von Josef Schnusenberg. Gerth Medien, Aßlar 2007, ISBN 3-86591-288-5.
- (mit Tobi Wörner): Nachspielzeit: So klingt der Fußball. Mit Jürgen Klopp, Cacau, Kevin Kurányi, Günther Koch u. a. SCM Hänssler, Holzgerlingen 2008, ISBN 3-7751-4869-8 (Audiobook).
- Die Schalke-Bibel. NLB Altes und Neues Testament und zahlreiche Infos über den FC Schalke 04, Gott und die Welt. Mit einem Grußwort von Josef Schnusenberg, mit Marcelo Bordon. 2. Auflage. SCM R. Brockhaus, Wuppertal 2008, ISBN 3-417-25995-9.
- Die Fußball-Bibel. Mit Jürgen Klopp, Cacau, Lewis Holtby, Didier Ya Konan, Frank Schaefer, Sven Schipplock, Kaka, Lúcio u.v. a. Gerth Medien, Asslar 2012, ISBN 978-3-86591-667-9.
- Die Fußball-Bibel (WM-Edition 2014). Mit David Alaba, Jürgen Klopp, Lewis Holtby, Didier Ya Konan, Sven Schipplock, Dennis Aogo, David Luiz und anderen. Gerth Medien, Asslar 2014, ISBN 978-3-86591-934-2.
- Die Fußball-Bibel (Edition 2015). Mit David Alaba, Jürgen Klopp, Lewis Holtby, Didier Ya Konan, Sven Schipplock, Dennis Aogo, David Luiz und anderen. Gerth Medien, Asslar 2014, ISBN 978-3-95734-047-4.
- Die Fußball-Bibel (Edition 2016). Mit David Alaba, Jürgen Klopp, Daniel Didavi, Anthony Ujah, Sven Schipplock, Elias Kachunga, Chicharito und anderen. Gerth Medien, Asslar 2016, ISBN 978-3-95734-087-0.
- Wenn Du für Sonne betest, lass den Schirm zu Hause. Von erhörten Gebeten und anderen Wundern. Mit 12 Coaching-Andachten von David Kadel und persönlichen Geschichten von Samuel Koch, Michael Janz, Jo Jasper, Pala Friesen, Daniel Harter, Volker Schmidt-Bäumler, Tobi Unger, Maxi Mayer, Regina Hintzenstern, Ulrike Kühnel u.v. a. Gerth Medien, Asslar 2016, ISBN 978-3-95734-017-7.
- Was macht dich stark? Fußballstars und ihr Erfolgsgeheimnis. Mit David Alaba, Jürgen Klopp, Daniel Didavi, Marco Rose, Breel Embolo, Willi Orban, Sandro Schwarz und anderen. Gerth Medien, Asslar 2018, ISBN 978-3-95734-493-9.
- Wie man Riesen bekämpft. Mit Samuel Koch, Britta Hofmann, Heiko Herrlich, Thilo Kehrer, Matthias Ginter, Andreas Adenauer, Michael Herberger, Yasmin Kwadwo, Déborah Rosenkranz, und anderen. Gerth Medien, Asslar 2021, ISBN 978-3-95734-738-1.

## Filmographie (Regie)
- (mit Christian Roth): Fußball Gott – Das Tor zum Himmel. DVD. Gerth Medien, Aßlar 2005 (99 Min.).
- (mit Tobias Glawion): Fußball – Spiel des Lebens. VHS. AVU, 1998 (90 Min.).
- Mehr als Gold. VHS. 1996 (Dokumentation über die Olympischen Spiele in Atlanta).
- Die schönste Nebensache der Welt. VHS. 1994.
- Und vorne hilft der liebe Gott. DVD. Roadmovie mit Jürgen Klopp, David Alaba, Daniel Didavi, Tony Ujah, Sven Schipplock, Heiko Herrlich, Davie Selke, Elias Kachunga, Roger Bernardo de Oliveira, Marco „Toni“ Sailer. (102 min) undvornehilftderliebegott.de 2016, ISBN 978-3-95734-116-7.

## Musik
- Und vorne hilft der liebe Gott. CD. Soundtrack zum Roadmovie mit Jürgen Klopp, David Alaba, Daniel Didavi, Tony Ujah, Sven Schipplock, Elias Kachunga, Roger Bernardo de Oliveira, Marco „Toni“ Sailer. (62 min) Mit Musik von Outbreakband, Beatbetrieb, Michael Janz, Tobi Wörner, Klaus-André Eickhoff, Jo Jasper, Dorina Platzek, Ralf Schuon, Tim Raschke, Kimmo Drach, Michael Vu, Annika Urbach. undvornehilftderliebegott.de 2016
- (mit Tobi Wörner): Nachspielzeit: So klingt der Fußball. Mit Jürgen Klopp, Cacau, Marco Rose, Sandro Schwarz, Dirk Heinen, Kevin Kurányi, Günther Koch u. a. Audiobook. SCM Hänssler, Holzgerlingen 2008, ISBN 3-7751-4869-8 (Booklet 16 Seiten, 145 Min.).
- Nachspielzeit: So klingt der Fußball in Dortmund – mit Jürgen Klopp, Sebastian Kehl, Florian Kringe, Günther Koch. Audio-CD. Manual Music, 2009 (52 Min.).

## Auszeichnungen
- 2008: Medienpreis Goldener Kompass für die Schalke-Bibel und Mit Gott auf Schalke (zusammen mit Till-Reimer Stoldt, dem FC Schalke 04, Marcelo Bordon und Jens Sembdner)[3]